# Galeria Hosso w Szczecinku

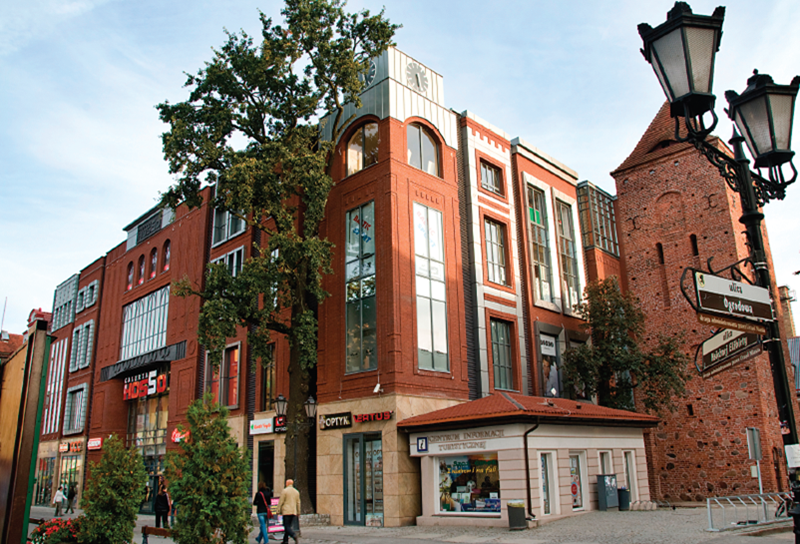

## Lokalizacja
Trzykondygnacyjny budynek Galerii Hosso w Szczecinku stanął w samym centrum Szczecinka przy deptaku. 

## Historia miejsca
Dobrze wkomponował się w zabudowę Szczecinka nawiązując do staromiejskiej architektury. Jest przykładem dobrego połączenia nowoczesności z tradycją.
Do jednej ze ścian przylega zabytkowa wieża św. Mikołaja, która została wyremontowana przez inwestora a jej otoczenie uporządkowane.
Budynek wzniesiono na   gruzach poprzedniego cmentarza. Uroczyste otwarcie miało miejsce we wrześniu 2009 roku.

## Nagrody i wyróżnienia
W 2010 roku Galeria Hosso otrzymała nominację do ubiegania się w konkursie „Mocarz Gospodarczy Powiatu Szczecineckiego”. Zdobyła nominację  w kategorii „Przedsięwzięcie Inwestycyjne Roku”.

## Inne galerie o tej nazwie
Poza galerią w Szczecinku, galerie Hosso istnieją również w Białogardzie, Gryficach, Kołobrzegu i biurowiec w Koszalinie. Planowane są kolejne inwestycje w Gubinie, Świdwinie, Policach i Świebodzinie oraz Park Handlowy w Złocieńcu. Trwa budowa Hosso Office w Koszalinie.